# Finy Petra
Finy Petra (Budapest, 1978. június 4. –) magyar író, költő.

## Művei

### Önálló kötetei
- Histeria grandiflora, vagyis ha az elme bimbóként kibomlik (FISZ Kiadó, 2005)
- Lámpalány meséi, Történetek rossz alvókról (Pagony, 2008)
- A Fehér Hercegnő és az Aranysárkány (Csimota, 2009)
- Gréta garbója (Naphegy Kiadó, 2009)
- Az ovi-ügy (Pagony, 2009)
- A tesó-ügy (Pagony, 2009)
- Bögreúr meséi, Történetek rossz evőkről, (Pagony, 2010)
- Azurro (General Press, 2010)
- A doki-ügy (Pagony, 2010)
- Maja tizenkét babája (Pagony, 2011)
- A csodálatos szemüveg (Naphegy Kiadó, 2011)
- Seprűsrác meséi, Történetek rosszcsontokról, (Pagony, 2012)
- Egy marék buborék (Kolibri Kiadó Archiválva 2013. április 3-i dátummal a Wayback Machine-ben, 2012)
- Madárasszony (Libri Kiadó, 2012)
- Folyékony tekintet (Libri Kiadó, 2013)
- Szárnyak és paták (Kolibri Kiadó Archiválva 2013. április 3-i dátummal a Wayback Machine-ben, 2013)
- Szívmadár (Vivandra, 2013)
- A fűszerkatona (Cerkabella, 2013)
- Iskolások kézikönyve (Pagony, 2014)
- Kettő (Pagony, 2014)
- A Zöld cirkusz és a virágtolvaj (Pagony, 2014)
- Iskolások kézikönyve, fiúknak (Pagony 2015)
- Milu Egyiptomban (Pagony, 2015, Most én olvasok!-sorozat 1. szint)
- Milu az olimpián (Pagony, 2015, Most én olvasok!-sorozat 2. szint)
- A darvak tánca (Cerkabella, 2015)
- Milu az indiánok között (Pagony, 2016, Most én olvasok!-sorozat 3. szint)
- Milu a lovagok között (Pagony, Bp., 2016, Most én olvasok!-sorozat 4. szint)
- A nagy álom (Cerkabella, 2016, Úszósuli-sorozat 1.)
- Akkor is (Athenaeum, 2018)
- Óvodások kézikönyve (Manó Könyvek, 2019)
- Marlenka; Athenaeum, Bp., 2019
- Bodzaszörp. Mesék nagymamákról és nagypapákról; Manó Könyvek, Bp., 2020
- Kerti szonáta; Athenaeum, Bp., 2021
- Almás pite. Mesék családi ünnepekről és együttlétekről; XXI. Század, Budapest, 2023
- Ultramarin; XXI. Század, Budapest, 2024

### Antológiákban
- Autós mesék – Mai mesemondóktól (Pagony, 2010)
- Aranysityak – kortárs gyerekversantológia (Csodaceruza, 2010)
- Elfelejtett lények boltja – Mai szerzők ünnepi antológiája (szerk. Lovász Andrea) (Cerkabella, 2010)
- Nini néni és a többiek – Hetven estimese mai magyar írók tollából (Egmont-Hungary, 2011)
- Érik a nyár (szerk. Lovász Andrea) (Cerkabella, 2013)
- A kalóz nagypapa – Családi mesék mai mesemondóktól (Pagony, 2013)
- Dzsungeldzsem – Gyermekirodalmi ábécés- és olvasókönyv (Cerkabella, 2016.)
- Az elveszett alvókák (Betűtészta, 2018)
- Macskamuzsika – Hetvenhét magyar estimese (Cerkabella, 2018)
- Találj ki! – Nyolc közös szerző regénye kiskamaszoknak) (Betűtészta, 2019)

#### Fordításai
- Fenyőlegenda – Chapeau Thierry (Csimota, 2010)
- Lássuk a medvét! (papírszínház) – Jean Alessandrini (Csimota, 2010)
- A király, akinek nem volt semmije – Alex Cousseau, Charles Dutertre (Vivandra, 2011)
- Vilma levese – Béatrice Delarue (Pagony, 2011)
- Alma – Végre itt vagy! – Stéphane Audeguy (Vivandra, 2014)

## Interjúk
- Pagony, 2008. szeptember 12. (Győri Hanna)
- Minivilág (Soós Anita)
- Pagony, 2010. május 25. (Szekeres Nikoletta)
- Pagony, 2011. október 5. (Győri Hanna)
- Pagony, 2011. november 21.[halott link] (Gyimesi Ágnes Andrea)
- Meseutca, 2012. február 29. Archiválva 2012. április 3-i dátummal a Wayback Machine-ben (Both Gabi)
- Pagony, 2012. április 11. (Győri Hanna)
- Gyerekkönyvölelő, 2012. szeptember 27. (Simon Réka)
- PRAE, 2013. június 4.[halott link] (Hidas Judit)

## Külső hivatkozások
- Finy Petra blogja
- http://uszomami.blog.hu